# Cadillac XT4
Cadillac XT4 — субкомпактный люксовый кроссовер, производимый компанией Cadillac с 2018 года.

## Описание
Cadillac XT4 является вторым кроссовером, после Cadillac XT5. Также это третья модель, использующая новую буквенно-цифровую схему наименования Cadillac (после CT6 и XT5) и второй автомобиль серии XT. Модель выпускается на платформе GM E2, на которой также выпускаются Chevrolet Malibu и Opel Insignia/Buick Regal.
Cadillac XT4 был представлен 4 марта 2018 года во время 90-й церемонии вручения премии «Оскар». Дебют состоялся 27 марта 2018 года на Нью-Йоркском международном автосалоне.
Продажи модели начались осенью 2018 года. В 2023 году автомобиль прошёл рестайлинг. Автомобиль выпускается в комплектациях Luxury, Premium Luxury и Sport.

## Галерея

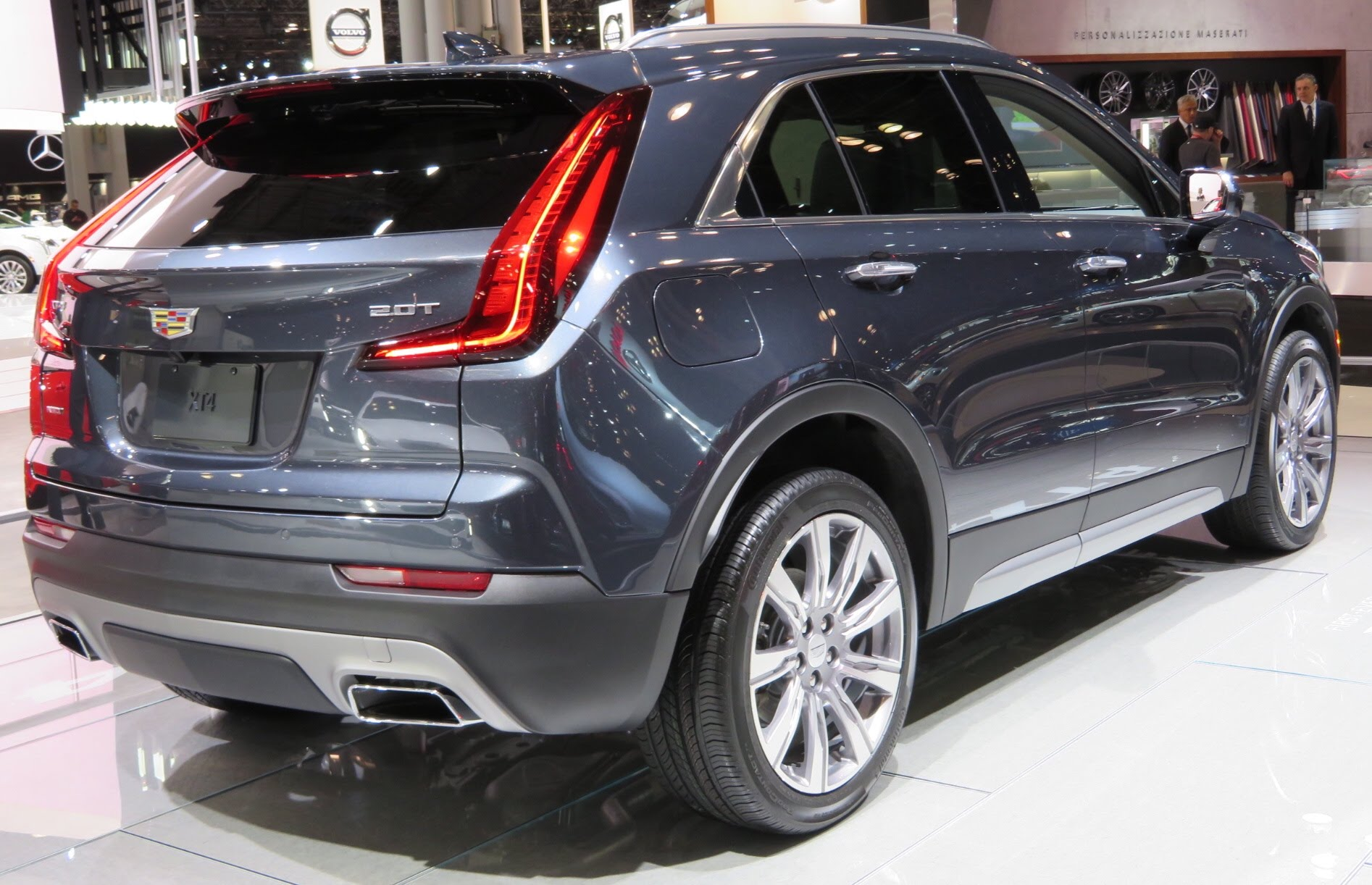
Вид сзади
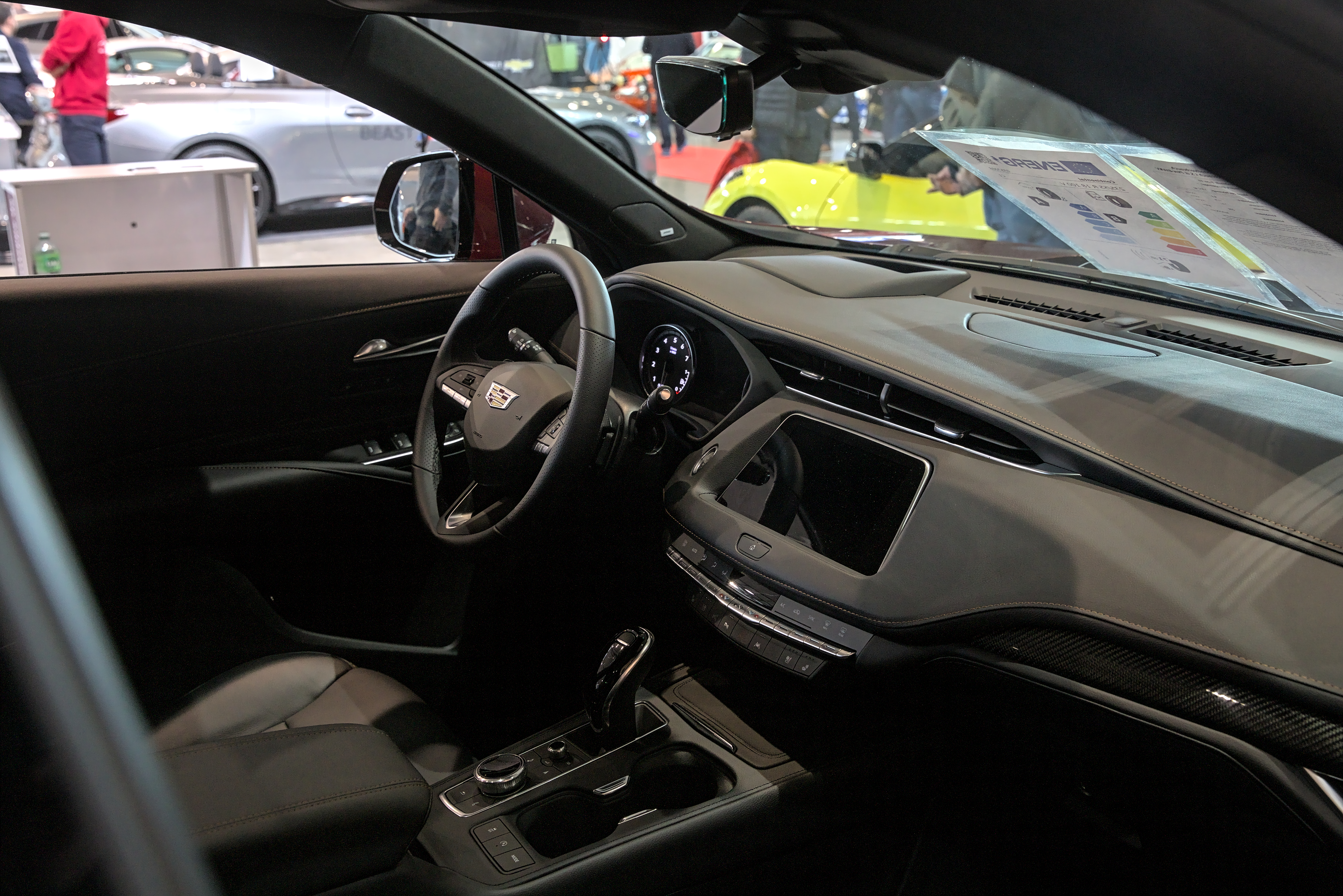
Интерьер
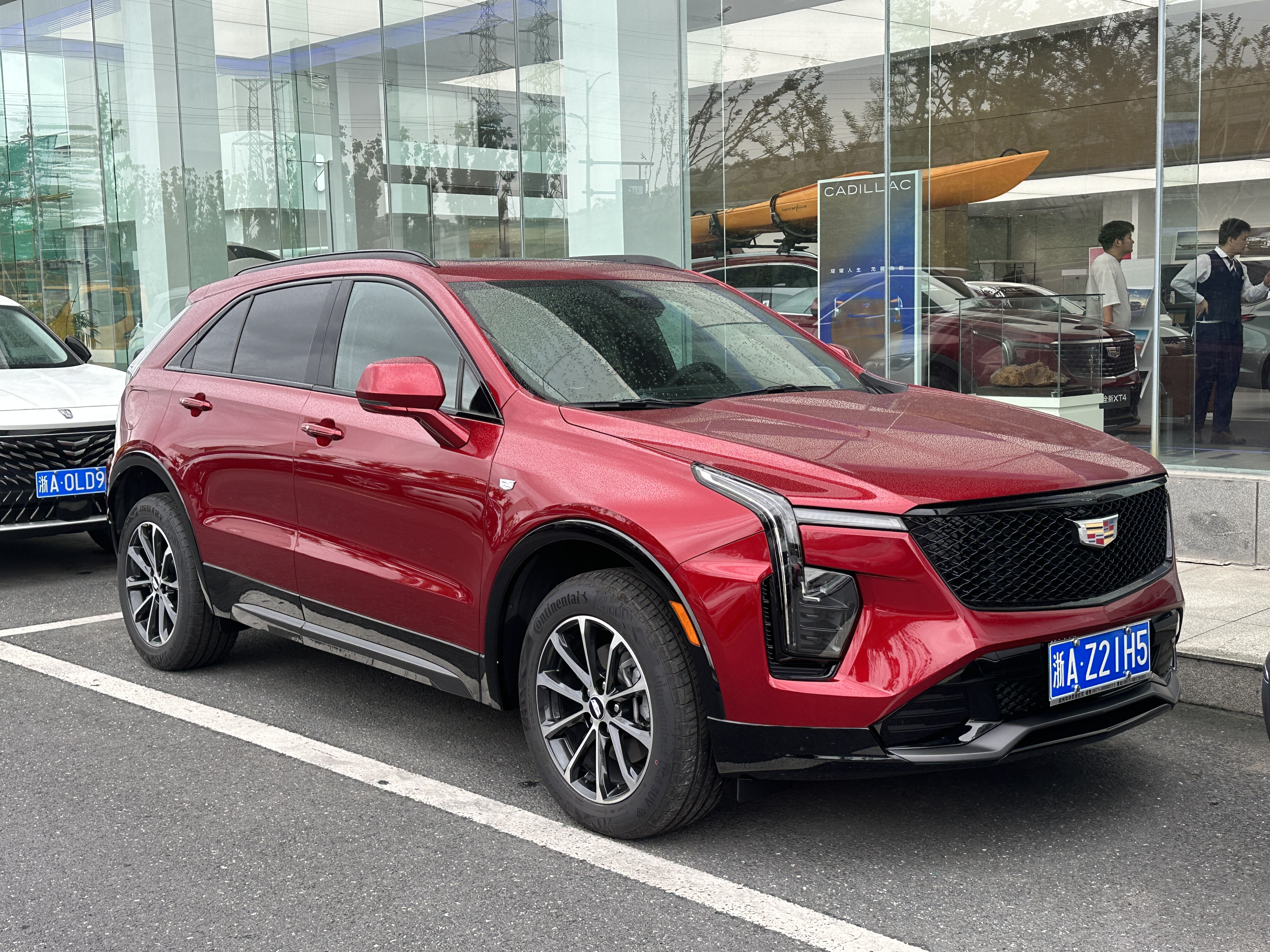
Вид спереди
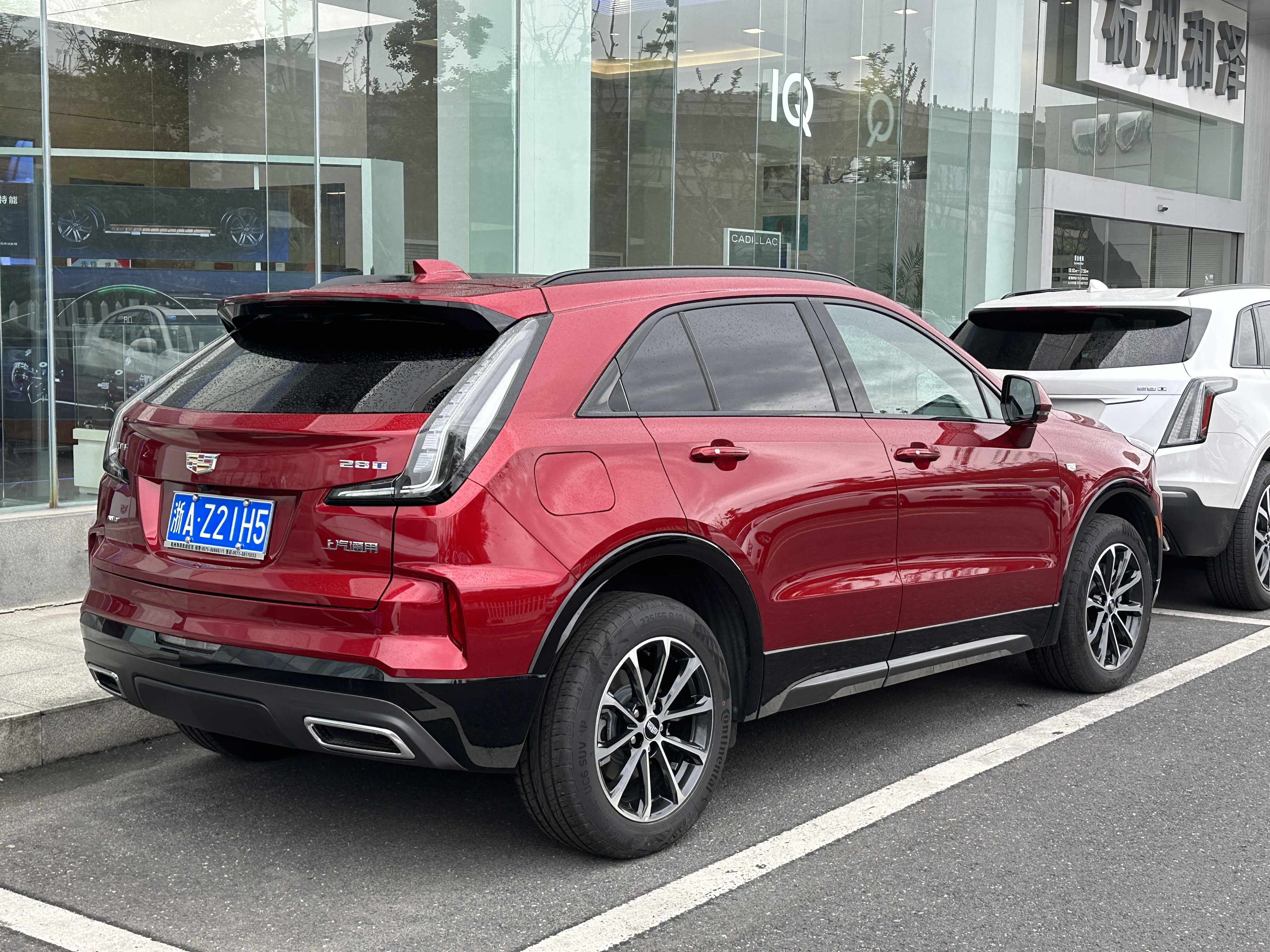
Вид сзади

## Продажи
| Год  | США    | Китай  |
| ---- | ------ | ------ |
| 2018 | 7,785  | 13,822 |
| 2019 | 31,987 | 47,054 |
| 2020 | 22,473 | 58,032 |
| 2021 | 11,579 | 47,521 |
| 2022 | 21,774 |        |